# Devin Durrant
Devin George Durrant (né le 20 octobre 1960 à Provo, Utah) est un ancien joueur de basket-ball américain qui a été sélectionné à la première place du deuxième tour de la Draft 1984 de la NBA (25e au total) par les Pacers d'Indiana. Durrant est un ailier de deux mètres qui sort de l'Université Brigham Young. Il a joué deux saisons en NBA de 1984 à 1986 jouant pour les Pacers et les Suns de Phoenix.
Durant sa carrière NBA, Durrant a joué dans 63 rencontres et a inscrit 317 points au total. En 1984, il est le troisième meilleur marqueur des États-Unis avec 27,9 points par match pour BYU.